# Bennett Miller
Bennett Miller (ur. 30 grudnia 1966 w Nowym Jorku) – amerykański reżyser nominowany do nagrody Oscara w 2005 roku za film Capote.

## Filmografia
- The Cruise (1998)
- Capote  (2005)
- Moneyball (2011)
- Foxcatcher (2014)

## Nagrody
- Nagroda na MFF w Berlinie 1999: Nagroda Don Kichota – wyróżnienie specjalne za The Cruise